# Castlebythe
Castlebythe är ett slott i Storbritannien.   Det ligger i kommunen Pembrokeshire och riksdelen Wales, i den södra delen av landet, 300 km väster om huvudstaden London. Castlebythe ligger 217 meter över havet.
Terrängen runt Castlebythe är platt åt sydväst, men åt nordost är den kuperad. Runt Castlebythe är det ganska tätbefolkat, med 70 invånare per kvadratkilometer. Närmaste större samhälle är Haverfordwest, 14,9 km söder om Castlebythe. Trakten runt Castlebythe består i huvudsak av gräsmarker.